# 楊景行
杨景行，字贤可，吉安太和州（今江西泰和县）人，元朝政治人物。
元仁宗延祐二年（1315年）登进士第，为赣州路会昌州判官。他教百姓凿井作为饮水，烧制陶瓦作屋取代茅舍，当地百姓免于疾疠火灾。有豪民十人，号称十虎，干政害民，他全都捉拿法办。创学礼士，文教大兴。调为永新州判官，转任抚州路宜黄县尹，平反冤狱数十件。升为抚州路总管府推官，揭发隐藏罪行。担任湖州路归安县尹，清理荒田赋税。以翰林待制、朝列大夫致仕。七十四岁去世。